# 1913 en philosophie
Chronologie de la philosophie
- 1909
- 1910
- 1911
- 1912
- 1913
- 1914
- 1915
- 1916
- 1917

L’année 1913 a été marquée, en philosophie, par les événements suivants :

## Événements
- Premier Goetheanum
- Rabindranath Tagore, Prix Nobel de littérature
- Rosa Luxemburg, L'Accumulation du capital
- Max Scheler, Le formalisme en éthique et l'éthique matériale des valeurs : essai nouveau pour fonder un personnalisme éthique
- Niels Bohr, On the Constitution of Atoms and Molecules
- Ludwig Wittgenstein, article sur The Science of Logic de Peter Coffey

## Publications
- Idées directrices pour une phénoménologie et une philosophie phénoménologique pures, ouvrage d’Edmund Husserl.
- Walther Rathenau, Zur Mechanik des Geistes

## Naissances
- 13 janvier : Gilbert Cesbron (France, -1979)
- 2 février : Masanobu Fukuoka (Japon, -2008)
- 27 février : Paul Ricœur (France, -2005)
- 3 mars : Roger Caillois (France, -1978)
- 10 mars : Adam Schaff (Pologne, -2006)
- 13 mars : Paul Grice (Angleterre, -1988)
- 26 avril : Bruno Leoni (Italie, -1967)
- 7 mai : François Brousse (France, -1995)
- 18 mai : Nicolás Gómez Dávila (Colombie, -1994)
- 9 juillet : Georg Picht (de) (Allemagne, -1982)
- 17 juillet : Roger Garaudy (France, -2012)
- 25 septembre : Norman O. Brown (USA, -2002), Hermann Krings (Allemagne, -2004)
- 7 novembre : Albert Camus (France, -1960)

## Décès
- 22 février : Ferdinand de Saussure (Suisse, 1857-)
- 29 mars : Wilhelm Schuppe (Allemagne, 1836-)
- 24 juin : Giuseppe Allievo (Italie, 1830-)
- 23 septembre : Pietro Taglialatela (Italie, 1829-)
- 7 novembre : Alfred Russel Wallace (Angleterre, 1823-)
- 21 novembre : Francesco Acri (Italie, 1834-)
- 26 décembre : Giorgio Politeo (Italie, 1827-)